# Frightened Rabbit
Frightened Rabitt es una banda de indie rock procedente de Selkirk, Escocia y formada en 2003. Está conformada por Scott Hutchison (voz principal, guitarra), Grant Hutchison (batería), Billy Kennedy (guitarra, bajo) y Andy Monaghan (guitarra, teclados). Desde 2004 la banda está establecida en Glasgow.
En un principio la banda estaba compuesta únicamente por Scott Hutchison como vocalista y guitarrista, pero con el paso del tiempo se le unió su hermano Grant. Compuesta por ellos dos, la banda grabó y lanzó su primer álbum de estudio, Sing the Greys, en 2006 gracias a una discográfica independiente. Tras firmar con Fat Cat Records, en 2007, se incluyó a Billy Kennedy como guitarrista para su segundo álbum de estudio, The Midnight Organ Fight (2008), el cual fue recibido con críticas positivas. A esto le siguió una gira extensa y la adición del tecladista Andy Monaghan para dar cuerpo a los conciertos. El tercer álbum de estudio, The Winter of Mixed Drinks, fue lanzado en 2010.
En 2011, Frightened Rabbit firmó con Atlantic Records y publicaron dos EP, A Frightened Rabbit EP (2011) ay State Hospital (2012), antes del lanzamiento de su cuarto álbum de estudio, Pedestrian Verse, en 2013.
Hutchison, Monaghan y su compañero de giras Simon Liddell grabaron un álbum de estudio sin la banda, titulado Owl John (2014). Gordon Skene salió de la banda a principios de 2014.

## Componentes
Respecto a los miembros de la banda, Scott Hutchison señaló en 2008: "El único miembro inicial de Frightened Rabbit era yo. Tan sólo me gustaba entretenerme con mis cuatro canciones por seis meses antes de que comenzara a tocar en algunas funciones por mi cuenta. Algunas de las canciones aún no tenían palabras y en la mayoría del tiempo balbuceaba cosas sin sentido. Grant se unió un año después, lo cual hizo al equipo más ruidoso. Billy llegó unos seis meses después de esto y la verdad lo hizo menos ruidoso. He's very calming like that is Billy. Andy ha estado en la banda desde 2008, y éste añade todos los detalles extra que solíamos ignorar. Aún no estoy seguro si ya terminamos de reclutar más miembros".
Miembros de la banda
- Scott Hutchison – voz principal, guitarra rítmica (2003—presente)
- Grant Hutchison – batería, percusiones, coros (2004—presente)
- Billy Kennedy – guitarra, bajo, teclado, coros (2005—presente)
- Andy Monaghan –  guitarra, teclado, bajo,  (2008—presente)

Miembros pasados
- Gordon Skene – guitarra, teclado, coros (2009—2014)[3]

## Discografía

### Álbumes de estudio
- Sing the Greys (2006)
- The Midnight Organ Fight (2008)
- The Winter of Mixed Drinks (2010)
- Pedestrian Verse (2013)